# Ненашевское
Ненашевское — село в Юрьев-Польском районе Владимирской области России, входит в состав Красносельского сельского поселения.

## География
Село расположено в 3 км на север от райцентра города Юрьев-Польский.

## История
В XVI веке Ненашевское принадлежало Юрьевскому Архангельскому мужскому монастырю. Царь Иоанн Грозный и его сын царь Феодор Иоаннович дали монастырю жалованные тарханные грамоты на вотчины, в числе которых и Ненашевское; но эти грамоты при разорении города Юрьева поляками и литовцами сгорели. Поэтому царь Михаил Федорович, по прошению архимандрита Юрьевского и Архангельского монастыря Макария, в 1625 году дал на Ненашевское и другие монастырские вотчины свою жалованную грамоту, которая освобождала обозначенные в ней селения от казённых пошлин, и право суда над ними предоставил монастырским властям, «опричь душегубства и разбоя и татьбы с поличным». Вотчиной монастыря Ненашевское, вероятно, оставалось до отобрания монастырских населённых имений в казну в 1764 году. О времени первоначального основания церкви в селе сведений не сохранилось, но, несомненно, она весьма древнего происхождения и уже существовала в XVI веке, так как в вышеупомянутых царских грамотах Ненашевское показано селом. В XVII веке в нём была деревянная церковь в честь Святых мучеников Флора и Лавра; в окладных книгах патриаршего приказа под 1628 годом записано: «Церковь Фрола и Лавра в селе Ненашевском в вотчине Архангелского монастыря, что в Юрьеве дани пять алтын с денгою десятильниа гривна». В отказных патриарших книгах 1645-1647 годов церковь описана так: зданием «деревяна клецки, а в церкви образы и свечи и книги и ризы и колокола и всякое церковное строение мирское, на церковной земле во дворе поп Клементий Савельев, во дворе пономарь Васка Еремеев, в келье просвирница Ульяница, пашни церковные добрыя земли 15 чети в поли, а в дву по тому ж, сена 15 колен». Деревянная церковь Флора и Лавра существовала почти до конца XVIII века. В 1782 году за ветхостью она была упразднена, вместо неё прихожане своими средствами построили каменную двухэтажную церковь с каменной же колокольней. В 1855 году сделана каменная с железными решётками ограда. В 1896 году приход состоял из одного села, в котором числилось 105 дворов, душ мужского пола 321, а женского — 371.
В конце XIX — начале XX века село входило в состав Ильинской волости Юрьевского уезда.
С 1929 года село входило в состав Красносельского сельсовета Юрьев-Польского района.

## Население
| 1859 | 1897 |
| ---- | ---- |
| 514  | 566  |

| 1859 | 1897 | 1905 | 2002 | 2010 | 2021 |
| ---- | ---- | ---- | ---- | ---- | ---- |
| 514  | ↗566 | ↗694 | ↘13  | ↗27  | ↗50  |

## Достопримечательности
В селе находится недействующая Церковь иконы Божией Матери "Всех скорбящих Радость" (1782).